# Rhabditoides frugicola
Rhabditoides frugicola är en rundmaskart. Rhabditoides frugicola ingår i släktet Rhabditoides och familjen Rhabditidae. Inga underarter finns listade i Catalogue of Life.